# Tom le cancre
Pour plus de détails, voir Fiche technique et Distribution.
Tom le cancre est un film français réalisé par Manuel Pradal. Le film a été projeté dans divers festivals avant de sortir le 17 juin 2015 hors des circuits de diffusion traditionnels.

## Fiche technique
- Titre original : Tom le cancre
- Réalisation : Manuel Pradal
- Scénario : Manuel Pradal
- Directeur de la photographie : Yórgos Arvanítis
- Monteur : Isabelle Dedieu
- Musique : Carlo Crivelli
- Costumes : Claire Fraïssé
- Décors : Luc Lafont
- Société de production : Lanterna Magica (Association loi de 1901)
- Distributeur : Lanterna Magica
- Pays d'origine :  France
- Genre : aventures
- Durée : 90 minutes
- Date de sortie :
  - France : 17 juin 2015

## Distribution
- Steve Le Roi : Tom le cancre
- Matys Soboul : Jeremy
- Stéphanie Crayencour : la maîtresse
- Sacha Bourdo : l'homme-loup
- Mano Laval : Petit Paul
- Nicolas Dangles : Jacques
- Pauline Lantheaume : Rose
- Lilo Chauvel-Rétali : Louis
- Jonathan Gueux : le clown
- Rodolphe Pauly : le policier qui accompagne
- Nicolas Ullmann : le policier qui conduit
- César Le Bohec :Jack

## Accueil et sortie
Tourné en 2011, Tom le cancre a été présenté à divers festivals, notamment en 2013 à Rome et à Rio de Janeiro.
Afin de « valoriser le cinéma amateur », Manuel Pradal a choisi de diffuser ce film hors du circuit traditionnel des salles de cinéma. Le film est projeté à partir du 17 juin 2015 dans divers lieux alternatifs (murs de villages, salles des fêtes ou chez des particuliers). L'objectif fixé est de présenter ce long métrage dans 1 000 villages de France grâce à l'aide de bénévoles. Le réalisateur rappelle que « 90 % des communes de moins de 10 000 habitants n'ont pas de cinéma »,,.